# Teddy Ruxpin
Teddy Ruxpin is een speelgoedbeer, bedacht door Ken Forsse, die in 1985 door Britse speelgoedfabrikanten werd ontworpen en waarvan 1987 tot 1988 een gelijknamige animatieserie op televisie verscheen.

## De serie
De tekenfilmserie kwam van oorsprong uit de Verenigde Staten en heette in het origineel The Adventures of Teddy Ruxpin. Het werd in opdracht van het productiehuis DIC getekend door Kazumi Fukushima en van 1987 tot 1988 uitgezonden op BRT1 en in Nederland bij de VARA en Kindernet. Er zijn 65 afleveringen (van 25 minuten) van deze tekenfilmserie geproduceerd. 
Het scenario werd geschreven door Jack Mendelsohn, Brian Jeffrey Street en Doug Stratton. De personages werd ontworpen door Richard Petsche en Victor Glasko, decors door Sophie Lapointe, Peter Moehrle en Gordon Coulthart, muziek door Andrew Huggett en de liedjes door George Wilkins.
In verband met de samenwerking met het National Center for Missing and Exploited Children bevatte iedere aflevering achteraf een kort verhaaltje onder de titel 'Protect Yourself'. Hierin speelde een kind de hoofdrol waarbij dit in een bepaalde situatie terechtkwam, waarna Teddy Ruxpin het adviseerde hoe te handelen. Bekende kindsterren werkten mee als stemacteurs. Er werd advies gegeven over bijvoorbeeld niet zomaar meegaan met vreemden, niet zomaar persoonlijke informatie geven aan vreemden en wat te doen bij een noodgeval. Dit kwam bij andere Engelstalige kinderseries ook regelmatig voor.

## De Nederlandstalige versie
Het titellied werd voor de Nederlandse versie gezongen door Kas van Iersel. Voor de Nederlandse nasynchronisatie was Meta Sound verantwoordelijk en Vivian Pieters voor de Nederlandse dialogen, liedjes en regie.
Nederlandse stemmen:
- Teddy/Grubby: Kas van Iersel
- Newton Gimmick: Arthur Boni
- L.B: Johnny Kraaijkamp jr.
- Elf Leota: Bernadette Kraakman
- Wooly: Hans Hoekman

Andere stemacteurs: Bob van Tol, Mark Nahuys, Marlous Fluitsma en Marjon Keller.
De Nederlandse versie was in Vlaanderen te zien op de BRT1 (1987 tot 1988) en in Nederland bij de VARA en Kindernet. De serie werd nog eens herhaald in 1990 door BRT1 en nog een paar jaar op Kindernet.

## Verhaal
Het verhaal begint met de zoektocht naar de andere helft van een medaillion. Het beertje Teddy Ruxpin, de achtvoeter Grubby en de uitvinder Newton Gimmick, gebruiken een oude kaart om de landen van Grundo, Rillonia en Ying te doorzoeken naar schatten. De schat blijkt uiteindelijk niet uit goud of juwelen te bestaan, maar uit kennis. Op hun reizen verzamelen de drie met hun luchtschip ook zes magische kristallen. Deze zijn de oorzaak van een conflict tussen hen en de in Grundo bestaande Monsters-En-Schurken-Organisatie, MESO (Monsters and Villains Organisation, MAVO). MESO wil de kristallen in handen krijgen om daarmee de wereld te kunnen overheersen.
Om er zeker van te zijn dat de kristallen veilig zijn, hebben Teddy en zijn vrienden de hulp ingeroepen van de Wooly What's It. Hij woont in een huisje bij de regenboogwaterval, en achter deze waterval zijn de kristallen verstopt zodat MESO ze nooit zal vinden. De groene slechterik Tweeg en zijn rode kameraad LB vormen echter nog een gevaar. Ze wonen vlak bij het huis van Gimmick en proberen bij MESO in een goed blaadje te komen door te helpen de kristallen te ontvreemden. Zo kan hij immers een lid worden van MESO. Tweeg houdt hen met een telescoop constant in de gaten en als zij dan vertrekken met hun luchtschip meldt hij dit aan de grote onderdrukker, Quellor, het hoofd van MESO.
Quellor zendt vervolgens de Gutangs, zijn piloten met hun gevechtsvliegtuigjes, uit om de kristallen te veroveren.

## Afleveringen
1. De schat van Grundo
2. Pas op voor de Mudblubs
3. Te gast bij de Grunges
4. De vesting van de tovenaar
5. Ontsnapping van de verraderlijke berg
6. Kijk maar eens goed om je heen
7. Grubby wordt verliefd
8. De moeder van Tweeg
9. De surf-Grunges
10. Het nieuwe lid van MESO
11. De verbleekte Fobs
12. De medicijnenwagen
13. Tweeg krijgt stippeltjes
14. De limonadekraam
15. De regenboogmijn
16. De "Wooly-what's-it"
17. Gebarentaal
18. Een stipje erbij
19. Elfjes en bosnimfen
20. Diploma-uitreiking in Grundo
21. Tweemaal Grubby
22. Het kasteel van koning Nogburt
23. De dag dat Teddy Grubby ontmoette
24. Het geheim van de Illiops
25. Als sneeuw voor de zon
26. Oom Grubby
27. Het boek over de kristallen
28. Teddy en de Mudblubs
29. De Grunge-balwedstrijd
30. Tweeg wordt lid van MESO
31. Het paddenstoelenwoud
32. Alles in de soep!
33. Gevangen
34. De redding
35. Ontsnapping van MESO.
36. Het Lekkie meer.
37. Het derde kristal.
38. Even lucht!
39. De zwarte doos.
40. De moeilijk te vinden stad.
41. Achtvoeters op zee.
42. Tweeg als kasplantje.
43. Wonderland.
44. De dierentuin van Ying.
45. De grote ontsnapping.
46. De verjaardag van Teddy Ruxpin.
47. De tovenaarsweek.
48. Wedstrijden te water en in de lucht.
49. De ronde van Grundo.
50. Wie is het eerste bij de finish?.
51. Het herfstavontuur.
52. Uitvindingen en trucjes van Gimmick.
53. Het Oogstfeest.
54. Wooly en de reuze snowzo's.
55. Het Winteravontuur.
56. De gast van Teddy.
57. Dun ijs
58. De Vluchtelingen.
59. De Muzikale onderdrukkers.
60. Het gekostumeerd bal van MESO.
61. Vaderdag
62. De terugreis
63. Naar het strand.
64. LB gaat trouwen
65. Het mysterie ontrafeld